# ویکرام گاندی
ویکرام گاندی مستندساز، تهیه‌کننده، بازیگر و روزنامه‌نگار هندی آمریکایی می باشد. آثار ویکرام مثل از کوماره (۲۰۱۱)، بری (۲۰۱۶)، هشدار ماشه با قاتل مایک ( ۲۰۱۹)، ۶۹: حماسه دنی هرناندز (۲۰۲۰) .

## زندگینامه
ویکرام در نیویورک زاده شد و در یک خانواده هندو در نیوجرسی رشد پیدا کرد.  والدین او والدین مهاجر پنجابی از برمه هستند و پدرش در بیمارستان پرسبیتریان کلمبیا کار می نمود. ویکرام مدرک کارشناسی خود را از دانشگاه کلمبیا در سال ۲۰۰۰ کسب کرد. 
بعداز دانشکده، ویکرام به اسم یک خبرنگار ویدئویی آزاد کار نمود و در موارد مسئله های سیاسی، اقتصادی و حقوق بشر در آسیا برای اکونومیست ، تایم ، ای بی سی نیوز و سی ان ان گزارش داد. او همچنین به اسم فیلمبردار و تهیه‌کننده فیلم‌های مستند و تبلیغاتی کار می‌کرد و مشتریانش مثل از امریکن اکسپرس ، انرجایزر ، یاهو و کیتی پری . 
ویکرام به نام یک فیلمساز مستند، تجلی صنعت یوگا در ایالات متحده را پوشش نمود و با القا از شکاکی خود نسبت به جنبش‌های مذهبی، جنبش روحانی فیکی خود را شروع کرد و خود را «کوماره» مدنمودکه طبق اسم میانی‌اش کومار می باشد. .   وی با جعل هویت یک گورو هندی جعلی، هوادارانی در آریزونا پیدا نمود.  وی از معامله هایی خود با ارادتمندانش فیلمبرداری کرد و مستند کومار را در سال ۲۰۱۱ ساخت که برنده جایزه اس ایکس اس دبلیو۲۰۱۱ برای بهترین فیلم مستند شد. 
ویکرام در سال ۲۰۱۲ به نام تهیه کننده و خبرنگار به معاون اچ بی او عضو شد.   وی در سال ۲۰۱۶فیلم بیوگرافی باراک اوباما را کارگردانی و تهیه کرد که از آن به عنوان "داستان منشأ ابرقهرمانی" یاد می کند.   وی همچنین در فیلم بتمن در مقابل سوپرمن: ظهور عدالت  درنقش خودش ظاهر شد.  وی بعداً سریال نتفلیکس هشدار ماشه را با مایکل قاتل و گروو درون شما تهیه و کارگردانی نمود. 
در سال ۲۰۲۰، ویکرام بازی خود را در نقش کوماره برای سریال کمدی گروو درون شما که در سرویس پخش فهرست لوک مدیا پخش شد، تکرار کرد. 